# Лесное сельское поселение (Челябинская область)
Лесное се́льское поселе́ние — муниципальное образование в Катав-Ивановском районе Челябинской области Российской Федерации. В рамках административно-территориального устройства муниципальное образование  соответствует административно-территориальной единице Лесной сельсовет.
Административный центр — посёлок Совхозный.

## История
Статус и границы сельского поселения установлены Законом Челябинской области от 9 июля 2004 года № 241-ЗО «О статусе и границах Катав-Ивановского муниципального района, городских и сельских поселений в его составе»

## Население
| 2002 | 2010 | 2011 | 2012 | 2013 | 2014 | 2015 |
| ---- | ---- | ---- | ---- | ---- | ---- | ---- |
| 698  | ↘572 | ↘570 | ↘558 | ↘549 | ↘540 | ↘535 |
| 2016 | 2017 | 2018 | 2019 | 2020 | 2021 |      |
| ↘525 | ↘512 | ↘498 | ↗515 | ↘510 | ↗530 |      |

## Состав
| № | Населённый пункт | Тип населённого пункта          | Население |
| - | ---------------- | ------------------------------- | --------- |
| 1 | Совхозный        | посёлок, административный центр | ↗530      |